# US Open 2024
Die 144. US Open waren das letzte von vier Grand-Slam-Turnieren der Saison, den am höchsten dotierten und prestigeträchtigsten Tennisturnieren. Sie fanden vom 26. August bis 8. September 2024 im USTA Billie Jean King National Tennis Center im Flushing-Meadows-Park im Stadtteil Queens von New York City (USA) statt. Vom 19. bis 22. August 2024 wurde das Qualifikationsturnier ausgetragen.
Titelverteidiger im Einzel waren Novak Đoković bei den Herren sowie Coco Gauff bei den Damen. Im Doppel waren Rajeev Ram und Joe Salisbury bei den Herren, Gabriela Dabrowski und Erin Routliffe bei den Damen und Anna Danilina und Harri Heliövaara im Mixed die Vorjahressieger.
Sieger im Einzel wurden 2024 Jannik Sinner bei den Herren sowie Aryna Sabalenka bei den Damen. Im Doppel waren Max Purcell und Jordan Thompson bei den Herren, Ljudmyla Kitschenok und Jeļena Ostapenko bei den Damen und Sara Errani und Andrea Vavassori im Mixed erfolgreich.
Auf Grund terminlicher Überschneidungen mit den Paralympischen Sommerspielen 2024 (30. August bis 7. September 2024) fanden keine Rollstuhlwettbewerbe der Herren und Damen bei den US Open 2024 statt. Demgegenüber fanden jedoch Rollstuhlwettbewerbe der Junioren und Juniorinnen statt.

## Preisgeld
Das Gesamtpreisgeld betrug 75 Millionen US-Dollar, was einen Anstieg um 15 % zum Vorjahr bedeutete. Die Sieger im Herren- und Damen-Einzel erwartete eine Steigerung von 20 % von 3 Millionen US-Dollar auf 3,6 Millionen US-Dollar, während die Verlierer der ersten Runde im Hauptfeld sowohl im Herren- als auch im Damen-Einzel zum ersten Mal 100.000 US-Dollar erhielten – eine Steigerung von 23 % im Vergleich zum Vorjahr. Die Siegespämien erreichten jedoch nicht den bisherigen Höchststand von 3.850.000 $ im Jahr 2019, die Rafael Nadal und Bianca Andreescu jeweils erhielten. Das Gesamtpreisgeld für das Herren- und Damendoppel stieg gegenüber 2023 um 9 %, während das Gesamtpreisgeld für das gemischte Doppel um 18 % stieg. Junioren und Juniorinnen erhielten kein Preisgeld, weil es als unangemessen gilt, Jugendliche um Geld spielen zu lassen.
| Preisgeld US Open 2024 | Preisgeld US Open 2024 | Preisgeld US Open 2024 | Preisgeld US Open 2024 |
| Erreichte Runde        | Einzel                 | Doppel*                | Mixed*                 |
| ---------------------- | ---------------------- | ---------------------- | ---------------------- |
| Sieg                   | 3.600.000 $            | 750.000 $              | 200.000 $              |
| Finale                 | 1.800.000 $            | 375.000 $              | 100.000 $              |
| Halbfinale             | 1.000.000 $            | 190.000 $              | 50.000 $               |
| Viertelfinale          | 530.000 $              | 110.000 $              | 27.500 $               |
| Achtelfinale           | 325.000 $              | –                      | –                      |
| Dritte Runde           | 215.000 $              | 63.000 $               | –                      |
| Zweite Runde           | 140.000 $              | 40.000 $               | 16.500 $               |
| Erste Runde            | 100.000 $              | 25.000 $               | 10.000 $               |
| Qualifikation 3. Runde | 52.000 $               | –                      | –                      |
| Qualifikation 2. Runde | 38.000 $               | –                      | –                      |
| Qualifikation 1. Runde | 25.000 $               | –                      | –                      |

Da wegen der terminlichen Überschneidung mit den Paralympischen Spielen im Jahr 2024 keine von Deloitte präsentierten Rollstuhlwettbewerbe stattfanden, hatte die USTA beschlossen, den Spielern, die über eine Direktzulassung für die US Open angemeldet worden wären, eine Förderung zukommen zu lassen, damit diese Spieler als Entschädigung den Gegenwert des Preisgeldes erhielten. Verteilt wurden 1,4 Millionen Dollar. Die von Deloitte präsentierten US Open Junioren- und Juniorinnen-Rollstuhltennis-Wettbewerbe, die nicht an den Paralympischen Sommerspielen teilnahmen, begannen hingegen in der zweiten Turnierwoche, das Hauptfeld begann am 4. September 2024.

## Weltranglistenpunkte
Die ATP hatte im Vorfeld der Saison 2024 Änderungen bezüglich der Punkteverteilung im Hauptfeld der Tour bekannt gegeben. Demzufolge wurden mehr Punkte vergeben, allerdings nicht an die Sieger. In der WTA gab es keine Änderung. Die Punkte für die erfolgreiche Qualifikation erhielt man zusätzlich zu den Punkten in der Hauptrunde.
| Hauptfeld    | Hauptfeld | Hauptfeld | Hauptfeld  | Hauptfeld     | Hauptfeld    | Hauptfeld    | Hauptfeld    | Hauptfeld     | Hauptfeld     | Hauptfeld              | Hauptfeld              | Hauptfeld              |
| ------------ | --------- | --------- | ---------- | ------------- | ------------ | ------------ | ------------ | ------------- | ------------- | ---------------------- | ---------------------- | ---------------------- |
| Event        | Sieger    | Finale    | Halbfinale | Viertelfinale | Achtelfinale | Runde der 32 | Runde der 64 | Runde der 128 | Qualifikation | Qualifikation 3. Runde | Qualifikation 2. Runde | Qualifikation 1. Runde |
| Herreneinzel | 2000      | 1300      | 800        | 400           | 200          | 100          | 50           | 10            | 30            | 16                     | 08                     | 0                      |
| Herrendoppel | 2000      | 1200      | 720        | 360           | 180          | 090          | 0            |               |               |                        |                        |                        |
| Dameneinzel  | 2000      | 1300      | 780        | 430           | 240          | 130          | 70           | 10            | 40            | 30                     | 20                     | 2                      |
| Damendoppel  | 2000      | 1300      | 780        | 430           | 240          | 130          | 10           |               |               |                        |                        |                        |

| Junioren           | Junioren | Junioren | Junioren   | Junioren      | Junioren     | Junioren     | Junioren    | Junioren      |
| ------------------ | -------- | -------- | ---------- | ------------- | ------------ | ------------ | ----------- | ------------- |
| Event              | Sieger   | Finale   | Halbfinale | Viertelfinale | Achtelfinale | Runde der 32 | Qualifikant | Qualifikation |
| Junioren-Einzel    | 375      | 270      | 180        | 120           | 75           | 30           | 25          | 20            |
| Juniorinnen-Einzel | 375      | 270      | 180        | 120           | 75           | 30           | 25          | 20            |
| Junioren-Doppel    | 270      | 180      | 120        | 75            | 45           |              |             |               |
| Juniorinnen-Doppel | 270      | 180      | 120        | 75            | 45           |              |             |               |

## Turnierplan
| Tag              | Turnier |
| ---------------- | --- |
| Mo. 19. August   | Qualifikation 1. Runde |
| Di. 20. August   | Qualifikation 2. Runde |
| Mi. 21. August   | Qualifikation 3. Runde |
| Do. 22. August   | Qualifikation 4. Runde |
| Mo. 26. August   | Herren- und Damen-Einzel 1. Runde |
| Di. 27. August   | Herren- und Damen-Einzel 1. Runde |
| Mi. 28. August   | Herren- und Damen-Einzel 2. Runde Herren- und Damen-Doppel 1. Runde                                                                                         |
| Do. 29. August   | Herren- und Damen-Einzel 2. Runde Herren- und Damen-Doppel 1. Runde Junioren Qualifikation 1. Runde Juniorinnen Qualifikation 1. Runde                      |
| Fr. 30. August   | Herren- und Damen-Einzel 3. Runde Herren- und Damen-Doppel 2. Runde Mixed 1. Runde Junioren Qualifikation 2. Runde Juniorinnen Qualifikation 2. Runde       |
| Sa. 31. August   | Herren- und Damen-Einzel 3. Runde Herren- und Damen-Doppel 2. Runde Junioren Qualifikation 3. Runde Juniorinnen Qualifikation 3. Runde                      |
| So. 1. September | Herren- und Damen-Einzel Achtelfinale Herren- und Damen-Doppel 3. Runde Junioren- und Juniorinnen-Einzel 1. Runde                                           |
| Mo. 2. September | Herren- und Damen-Einzel Achtelfinale Herren- und Damen-Doppel 3. Runde Junioren- und Juniorinnen-Einzel 2. Runde Junioren- und Juniorinnen-Doppel 1. Runde |

| Tag              | Turnier |
| ---------------- | --- |
| Di. 3. September | Herren- und Damen-Einzel Viertelfinale Herren- und Damen-Doppel Viertelfinale Mixed Viertelfinale Junioren- und Juniorinnen-Einzel 3. Runde Junioren- und Juniorinnen-Doppel Achtelfinale |
| Mi. 4. September | Herren- und Damen-Einzel Viertelfinale Damen-Doppel Viertelfinale Damen-Doppel Halbfinale Junioren- und Juniorinnen-Einzel Achtelfinale Rollstuhl-Junioren- und Juniorinnen-Viertelfinale |
| Do. 5. September | Mixed Finale Herren-Doppel Halbfinale Junioren- und Juniorinnen-Einzel Viertelfinale Junioren- und Juniorinnen-Doppel Viertelfinale Rollstuhl-Junioren- und Juniorinnen-Halbfinale        |
| Fr. 6. September | Damen-Doppel Finale Herren-Einzel Halbfinale Junioren- und Juniorinnen-Halbfinale Junioren- und Juniorinnen-Doppel Halbfinale Rollstuhl-Junioren- und Juniorinnen-Finale                  |
| Sa. 7. September | Damen-Einzel Finale Herren-Doppel Finale Junioren- und Juniorinnen-Einzel Finale Junioren- und Juniorinnen-Doppel Finale                                                                  |
| So. 8. September | Herren-Einzel Finale |

Matchbeginn war für die Daysessions um 11 Uhr (17 Uhr MESZ), beziehungsweise vom 5. bis 7. September um 12 Uhr (18 Uhr MESZ) und für die Nightsessions 19 Uhr (1 Uhr MESZ). Das Finale im Damen-Einzel begann um 16 Uhr (22 Uhr MESZ), das Finale im Herren-Einzel um 14 Uhr (20 Uhr MESZ).
Die Setzlisten wurden nach den Weltranglisten Stand 15. Juli 2024 festgelegt.

## TV-Rechte
Die Rechte an der Übertragung erwarb Sportdeutschland.TV vom US-amerikanischen Fernsehsender ESPN. Der Streamingdienst zeigte alle Partien kostenpflichtig gegen eine Pauschale (25.- €) im Livestream. Kostenfrei waren nur die Übertragungen der Qualifikationsrunden, der Doppel (bis Viertelfinale), der Mixed und der Junioren. Zudem übertrug auch Sky Deutschland, Sky Österreich beziehungsweise Sky Switzerland im Pay-TV sowie im Livestream auf Sky Go und bei WOW TV. Durch eine Sublizenz von Sportdeutschland.TV übertrug Joyn Österreich kostenlos live auf Joyn, Puls 24 und Puls 4.

## Absagen
- Rafael Nadal – Muskelverletzung[5]
- Cameron Norrie – Unterarmverletzung[5]
- Markéta Vondroušová – Handverletzung[6]
- Ons Jabeur, Verletzung[7]
- Zhu Lin, Verletzung
- Sorana Cîrstea, Operation unter dem linken Fuß (Plantarfasziitis)[8]

## Sieger 2024

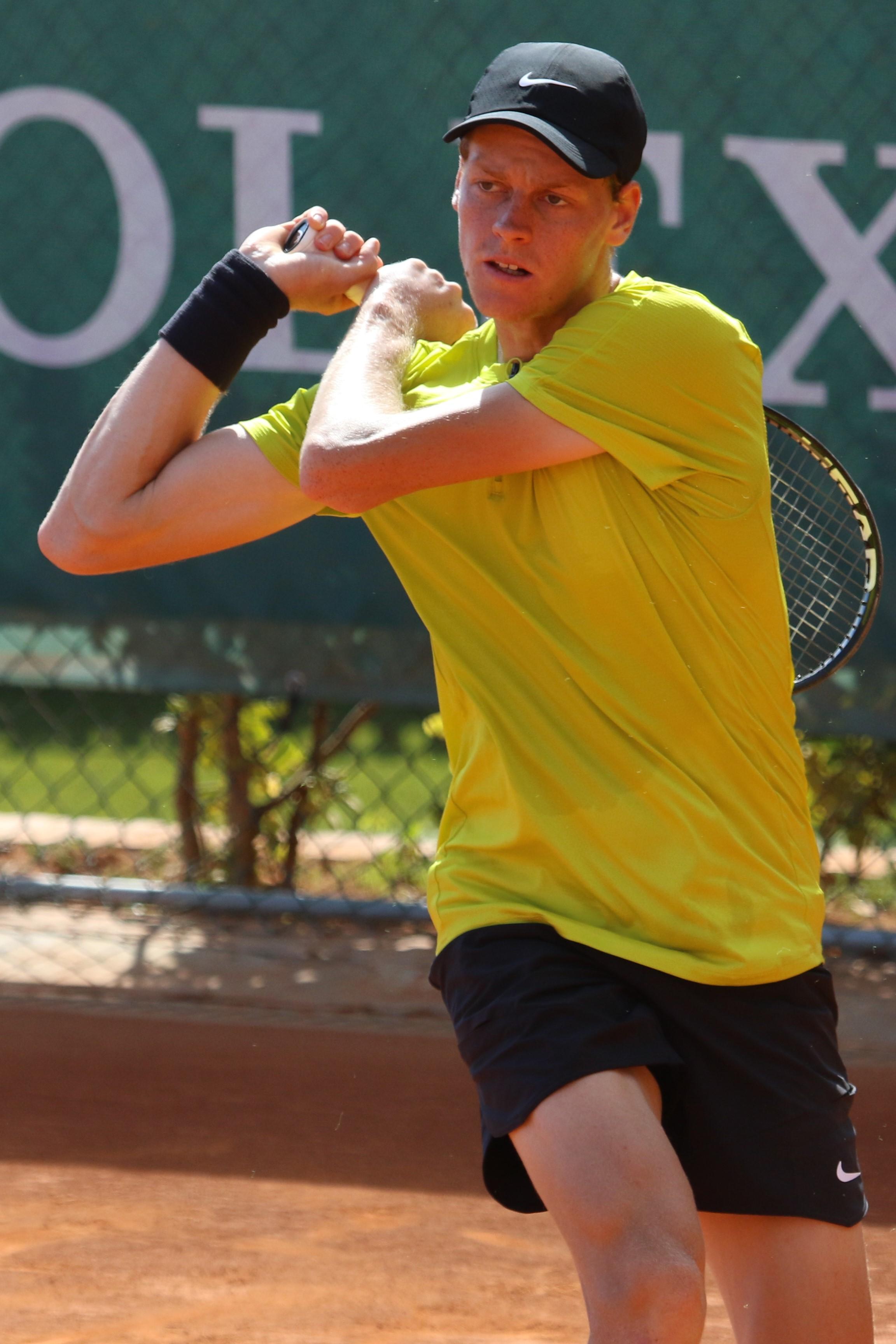
Jannik Sinner, Herreneinzel
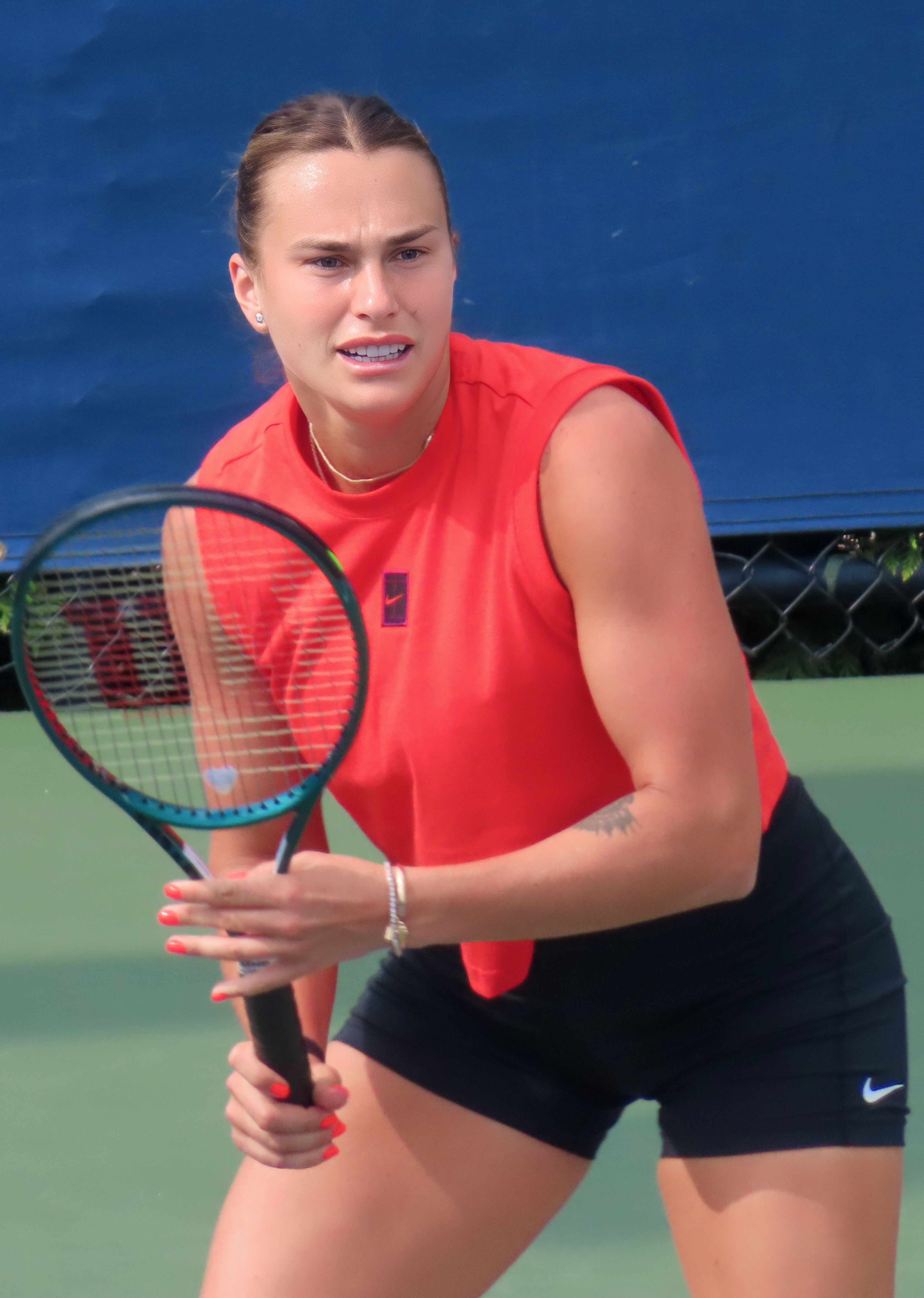
Aryna Sabalenka, Dameneinzel
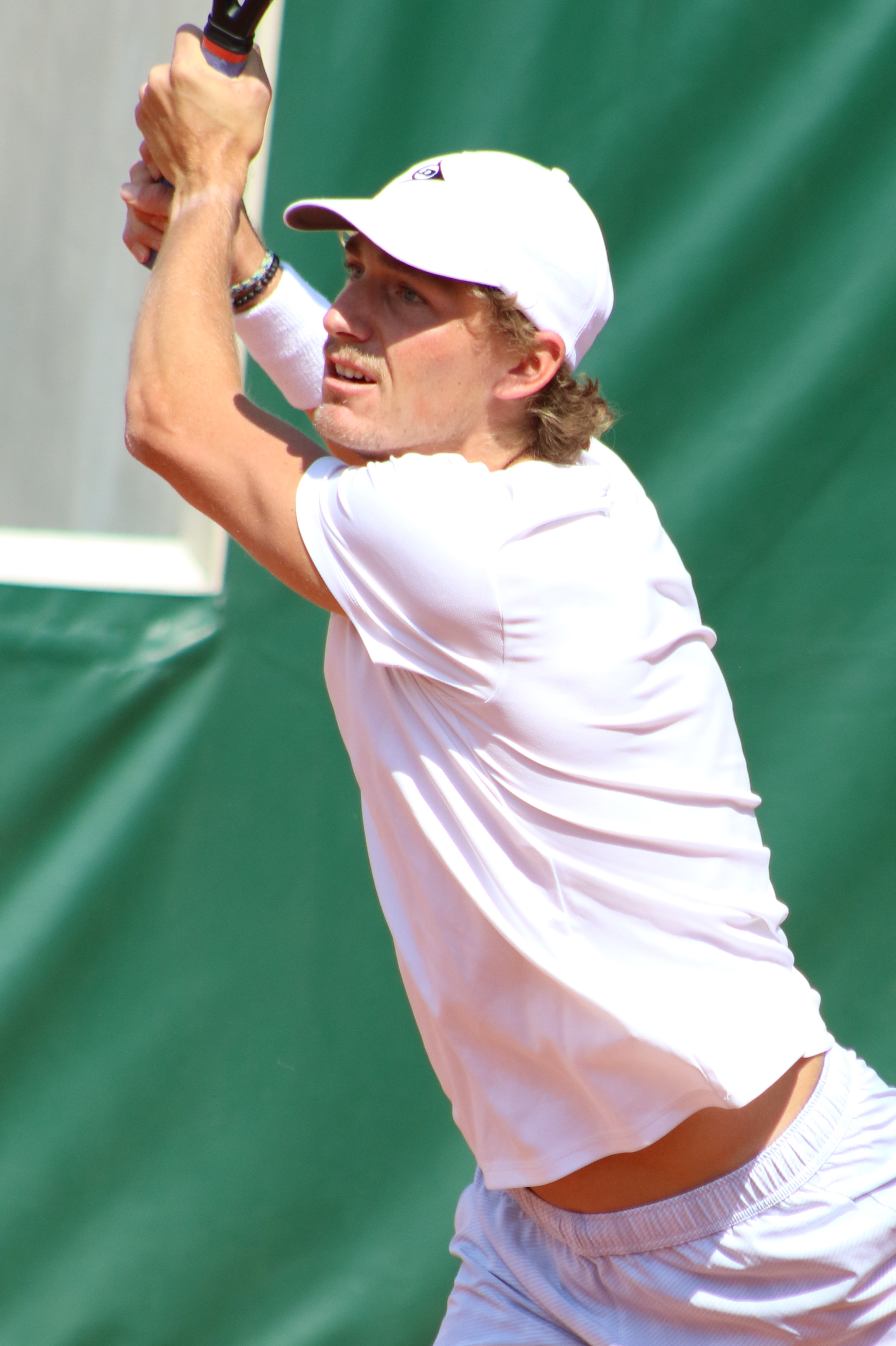
Max Purcell Herrendoppel
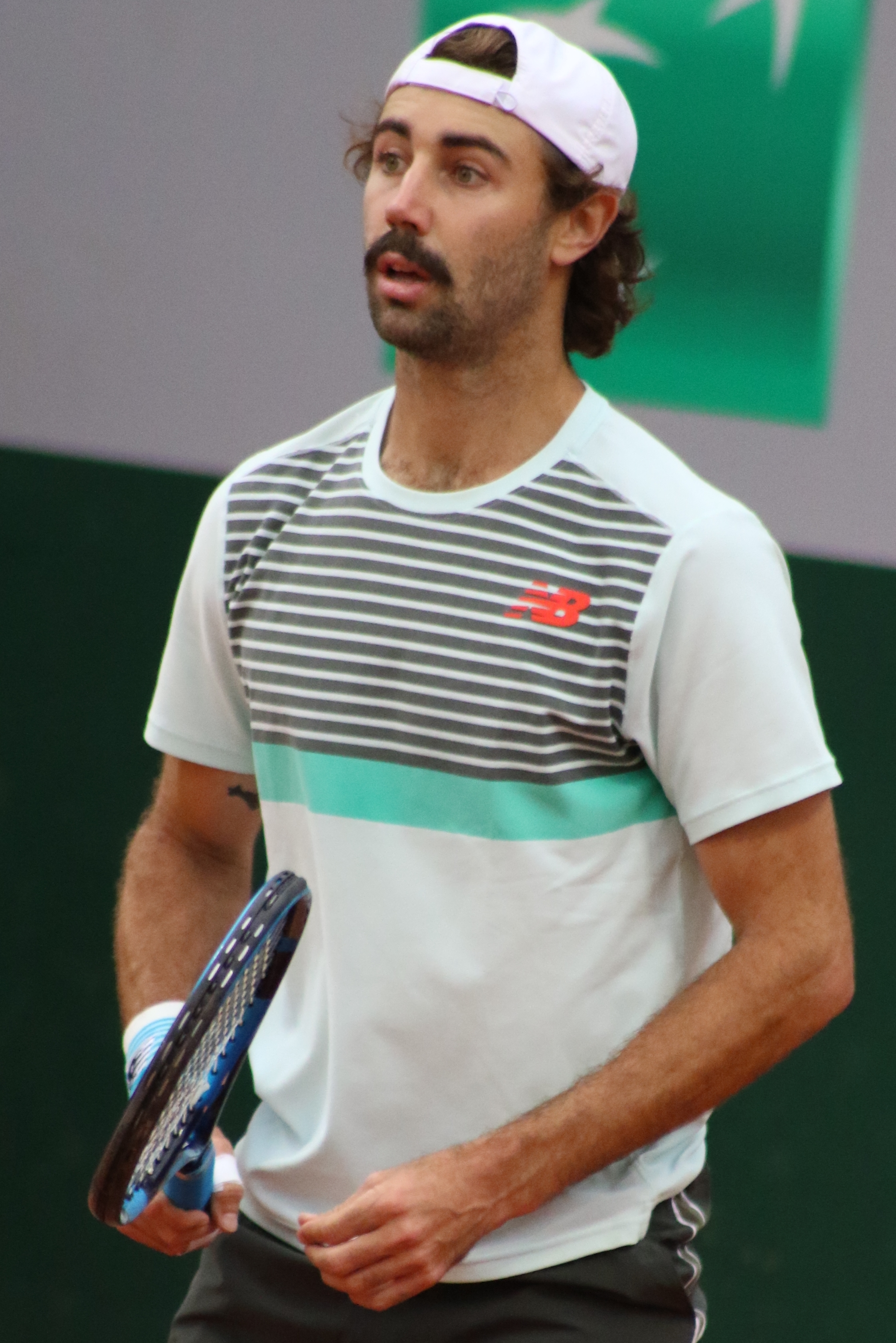
Jordan Thompson Herrendoppel
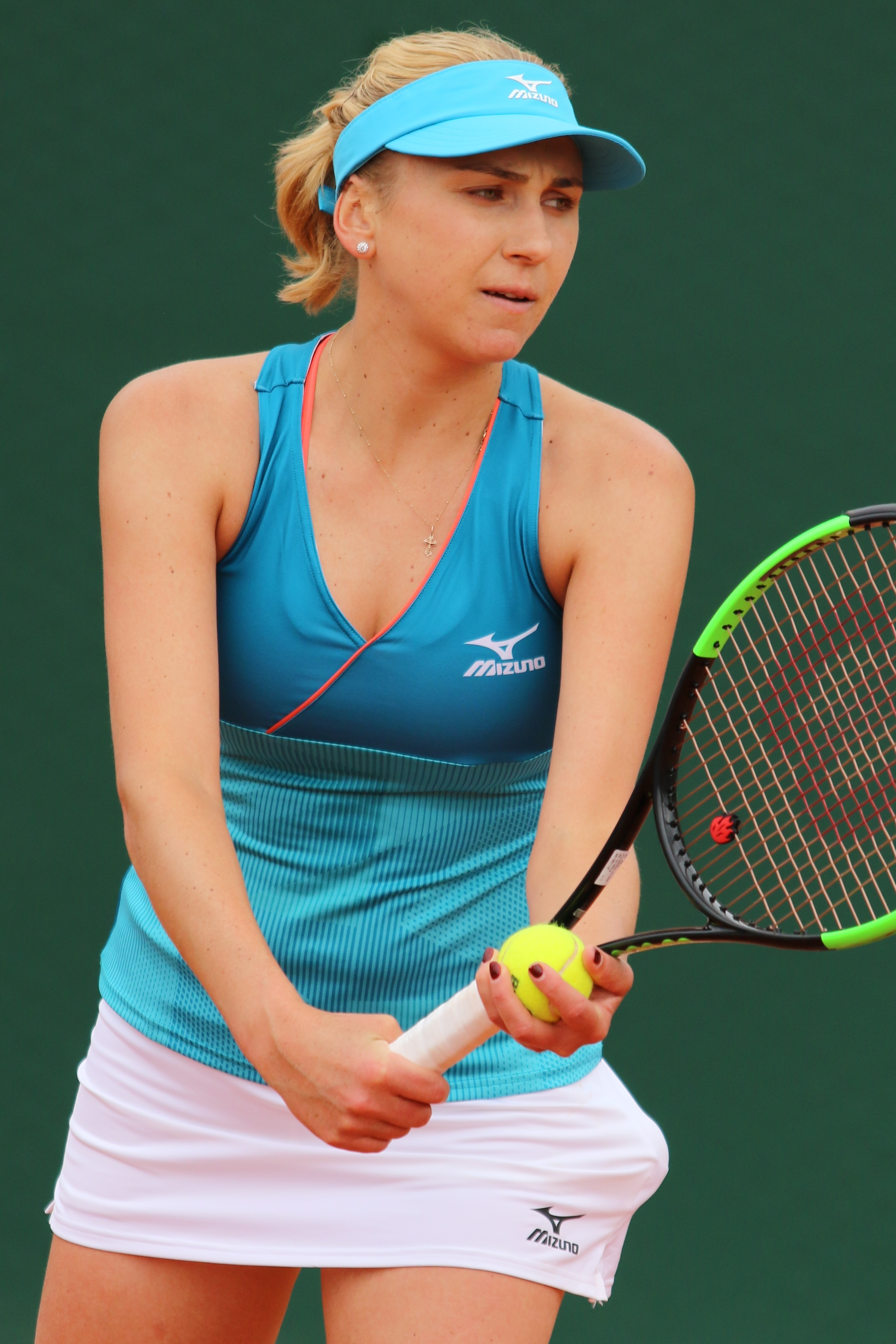
Ljudmyla Kitschenok Damendoppel
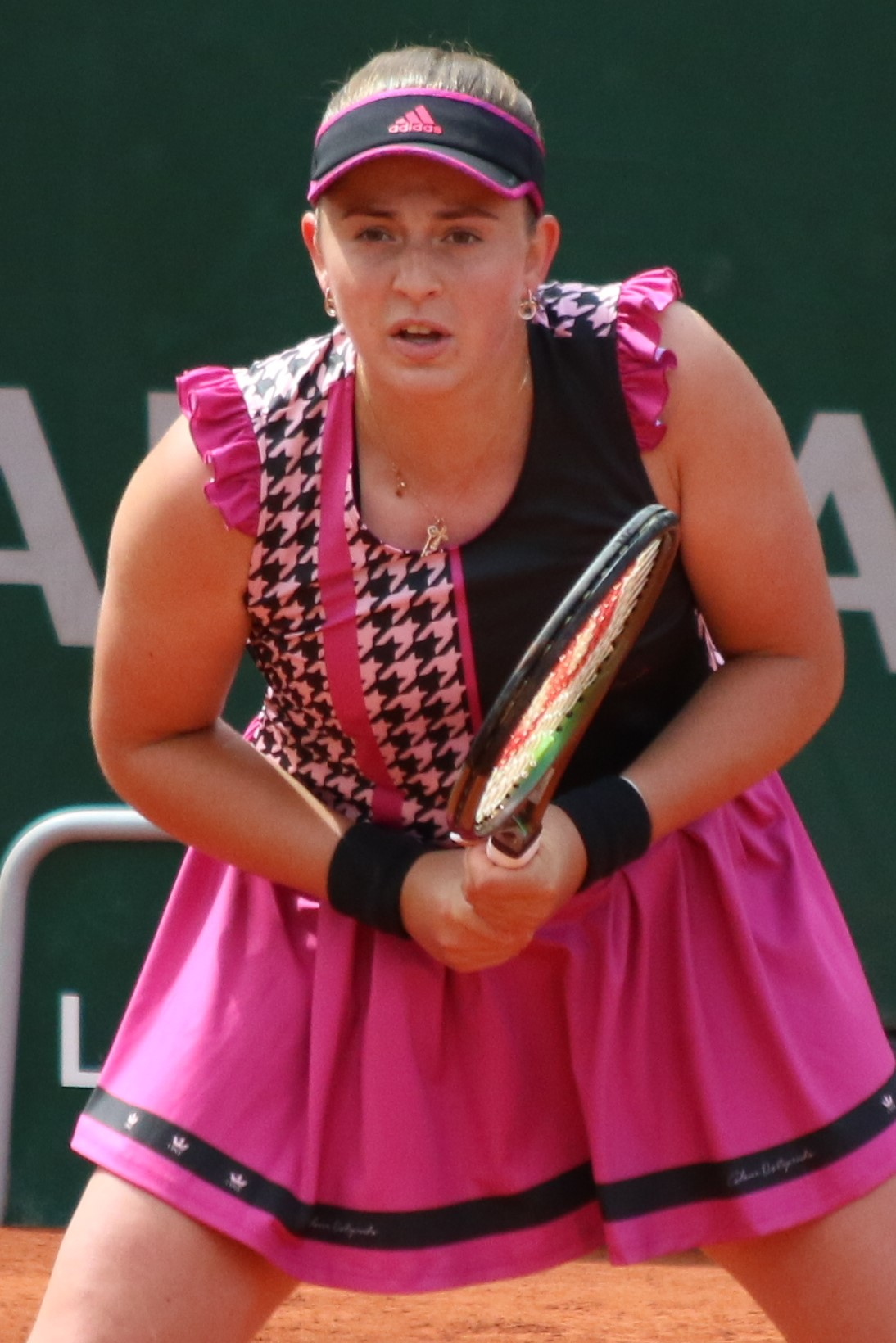
Jeļena Ostapenko Damendoppel
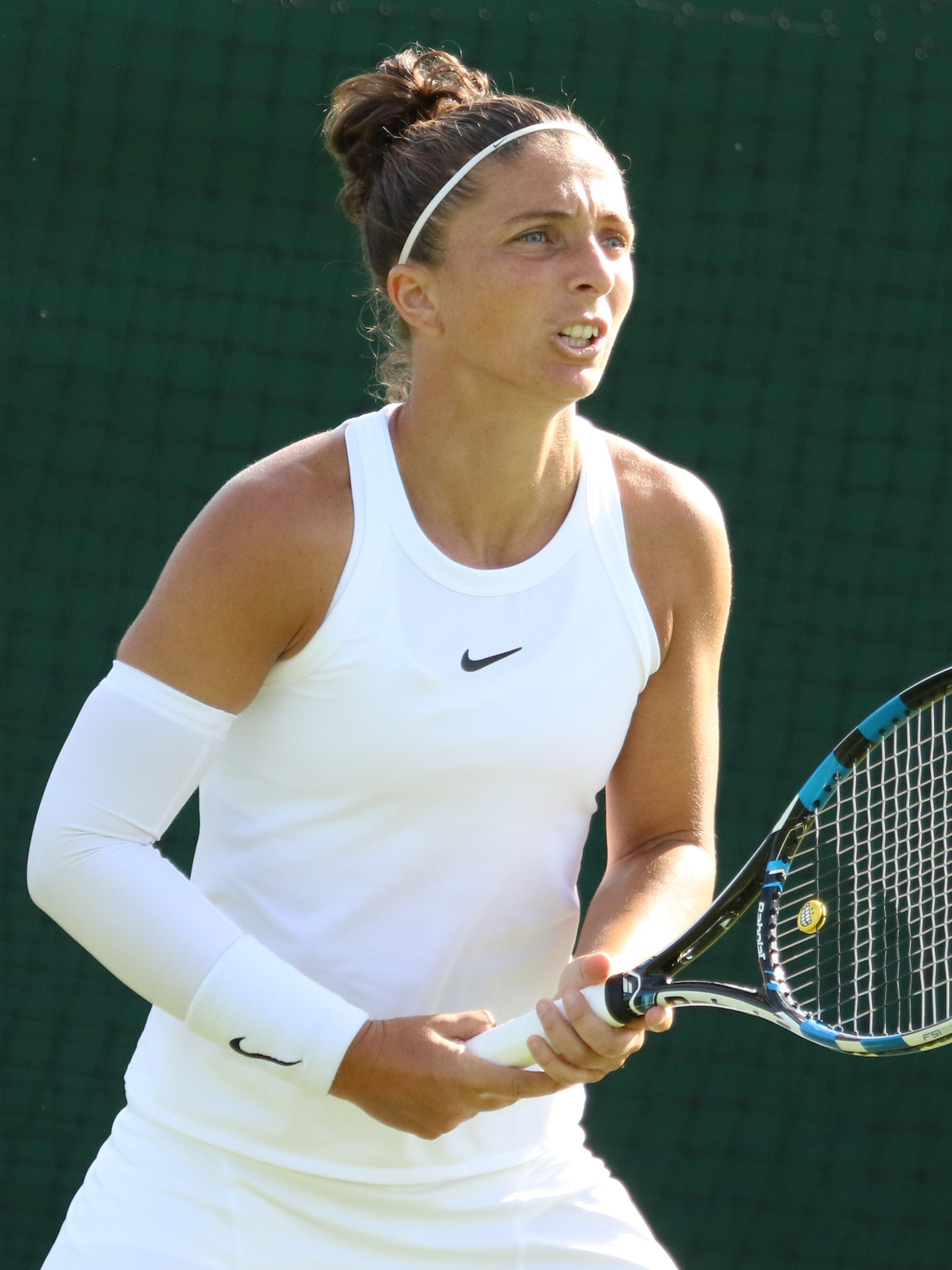
Sara Errani Mixed
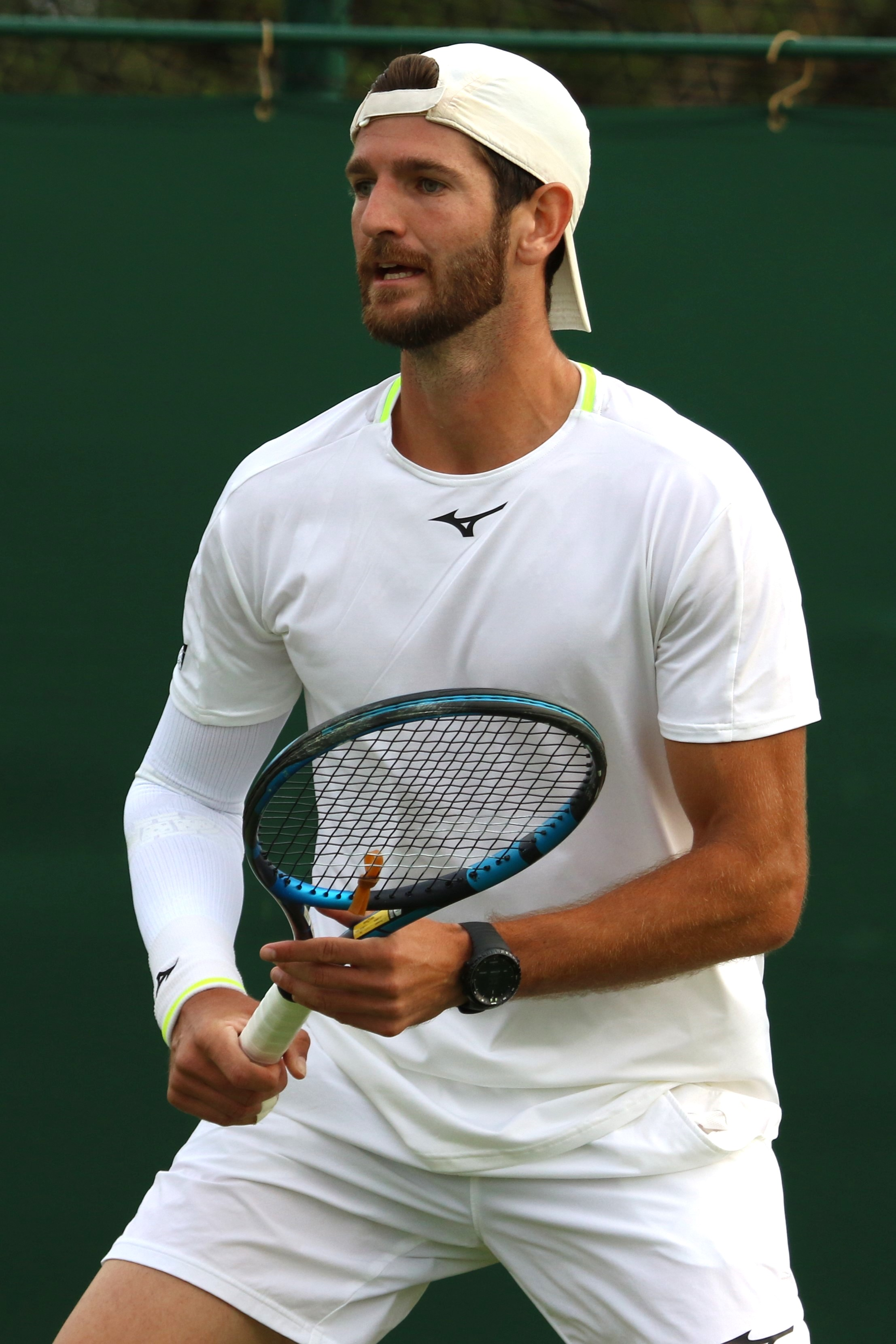
Andrea Vavassori Mixed

## Qualifikation
Die Qualifikation der Herren und Damen fand vom 19. bis 22. August 2024 statt.
- US Open 2024/Herreneinzel/Qualifikation[9]
- US Open 2024/Dameneinzel/Qualifikation[10]

## Herreneinzel
Setzliste
| Nr. | Spieler            | Erreichte Runde |
| --- | ------------------ | --------------- |
| 01. | Jannik Sinner      | Sieg            |
| 02. | Novak Đoković      | 3. Runde        |
| 03. | Carlos Alcaraz     | 2. Runde        |
| 04. | Alexander Zverev   | Viertelfinale   |
| 05. | Daniil Medwedew    | Viertelfinale   |
| 06. | Andrei Rubljow     | Achtelfinale    |
| 07. | Hubert Hurkacz     | 2. Runde        |
| 08. | Casper Ruud        | Achtelfinale    |
| 09. | Grigor Dimitrow    | Viertelfinale   |
| 10. | Alex de Minaur     | Viertelfinale   |
| 11. | Stefanos Tsitsipas | 1. Runde        |
| 12. | Taylor Fritz       | Finale          |
| 13. | Ben Shelton        | 3. Runde        |
| 14. | Tommy Paul         | Achtelfinale    |
| 15. | Holger Rune        | 1. Runde        |
| 16. | Sebastian Korda    | 2. Runde        |

| Nr. | Spieler               | Erreichte Runde |
| --- | --------------------- | --------------- |
| 17. | Ugo Humbert           | 2. Runde        |
| 18. | Lorenzo Musetti       | 3. Runde        |
| 19. | Félix Auger-Aliassime | 1. Runde        |
| 20. | Frances Tiafoe        | Halbfinale      |
| 21. | Sebastián Báez        | 2. Runde        |
| 22. | Alejandro Tabilo      | 1. Runde        |
| 23. | Karen Chatschanow     | 1. Runde        |
| 24. | Arthur Fils           | 2. Runde        |
| 25. | Jack Draper           | Halbfinale      |
| 26. | Nicolás Jarry         | 1. Runde        |
| 27. | Alexander Bublik      | 1. Runde        |
| 28. | Alexei Popyrin        | Achtelfinale    |
| 29. | Francisco Cerúndolo   | 2. Runde        |
| 30. | Matteo Arnaldi        | 3. Runde        |
| 31. | Flavio Cobolli        | 3. Runde        |
| 32. | Jiří Lehečka          | 3. Runde        |

Das bisher längste Match der US Open wurde in der 1. Runde der US Open 2024 gespielt und dauerte 5 Stunden 35 Minuten zwischen Daniel Evans und Karen Chatschanow, das mit 68:7, 7:62, 7:64, 4:6, 6:4 endete.

## Dameneinzel
Setzliste
| Nr. | Spielerin          | Erreichte Runde |
| --- | ------------------ | --------------- |
| 01. | Iga Świątek        | Viertelfinale   |
| 02. | Aryna Sabalenka    | Sieg            |
| 03. | Coco Gauff         | Achtelfinale    |
| 04. | Jelena Rybakina    | 2. Runde        |
| 05. | Jasmine Paolini    | Achtelfinale    |
| 06. | Jessica Pegula     | Finale          |
| 07. | Zheng Qinwen       | Viertelfinale   |
| 08. | Barbora Krejčíková | 2. Runde        |
| 09. | Maria Sakkari      | 1. Runde        |
| 10. | Jeļena Ostapenko   | 1. Runde        |
| 11. | Danielle Collins   | 1. Runde        |
| 12. | Darja Kassatkina   | 2. Runde        |
| 13. | Emma Navarro       | Halbfinale      |
| 14. | Madison Keys       | 3. Runde        |
| 15. | Anna Kalinskaja    | 3. Runde        |
| 16. | Ljudmila Samsonowa | Achtelfinale    |
| 17. | Ons Jabeur         | Rückzug         |

| Nr. | Spielerin                    | Erreichte Runde |
| --- | ---------------------------- | --------------- |
| 18. | Diana Schneider              | Achtelfinale    |
| 19. | Marta Kostjuk                | 3. Runde        |
| 20. | Wiktoryja Asaranka           | 3. Runde        |
| 21. | Mirra Andrejewa              | 2. Runde        |
| 22. | Beatriz Haddad Maia          | Viertelfinale   |
| 23. | Leylah Fernandez             | 1. Runde        |
| 24. | Donna Vekić                  | Achtelfinale    |
| 25. | Anastassija Pawljutschenkowa | 3. Runde        |
| 26. | Paula Badosa                 | Viertelfinale   |
| 27. | Elina Switolina              | 3. Runde        |
| 28. | Caroline Garcia              | 1. Runde        |
| 29. | Jekaterina Alexandrowa       | 3. Runde        |
| 30. | Julija Putinzewa             | 3. Runde        |
| 31. | Katie Boulter                | 2. Runde        |
| 32. | Dajana Jastremska            | 1. Runde        |
| 33. | Elise Mertens                | Achtelfinale    |

## Herrendoppel
Setzliste
| Nr. | Paarung                            | Erreichte Runde |
| --- | ---------------------------------- | --------------- |
| 01. | Marcel Granollers Horacio Zeballos | Viertelfinale   |
| 02. | Rohan Bopanna Matthew Ebden        | Achtelfinale    |
| 03. | Rajeev Ram Joe Salisbury           | Achtelfinale    |
| 04. | Marcelo Arévalo Mate Pavić         | Halbfinale      |
| 05. | Simone Bolelli Andrea Vavassori    | Achtelfinale    |
| 06. | Harri Heliövaara Henry Patten      | Achtelfinale    |
| 07. | Max Purcell Jordan Thompson        | Sieg            |
| 08. | Neal Skupski Michael Venus         | Viertelfinale   |

| Nr. | Paarung                                  | Erreichte Runde |
| --- | ---------------------------------------- | --------------- |
| 09. | Santiago González Édouard Roger-Vasselin | 1. Runde        |
| 10. | Kevin Krawietz Tim Pütz                  | Finale          |
| 11. | Wesley Koolhof Nikola Mektić             | Viertelfinale   |
| 12. | Hugo Nys Jan Zieliński                   | 2. Runde        |
| 13. | Nathaniel Lammons Jackson Withrow        | Halbfinale      |
| 14. | Ivan Dodig Adam Pavlásek                 | Achtelfinale    |
| 15. | Austin Krajicek Jean-Julien Rojer        | 2. Runde        |
| 16. | Máximo González Andrés Molteni           | Viertelfinale   |

## Damendoppel
Setzliste
| Nr. | Paarung                              | Erreichte Runde |
| --- | ------------------------------------ | --------------- |
| 01. | Gabriela Dabrowski Erin Routliffe    | Viertelfinale   |
| 02. | Hsieh Su-wei Elise Mertens           | 1. Runde        |
| 03. | Kateřina Siniaková Taylor Townsend   | Halbfinale      |
| 04. | Caroline Dolehide Desirae Krawczyk   | 2. Runde        |
| 05. | Nicole Melichar-Martinez Ellen Perez | Viertelfinale   |
| 06. | Sara Errani Jasmine Paolini          | 2. Runde        |
| 07. | Ljudmyla Kitschenok Jeļena Ostapenko | Sieg            |
| 08. | Demi Schuurs Luisa Stefani           | Viertelfinale   |

| Nr. | Paarung                             | Erreichte Runde |
| --- | ----------------------------------- | --------------- |
| 09. | Sofia Kenin Bethanie Mattek-Sands   | Achtelfinale    |
| 10. | Chan Hao-ching Weronika Kudermetova | Halbfinale      |
| 11. | Marie Bouzková Sara Sorribes Tormo  | Achtelfinale    |
| 12. | Beatriz Haddad Maia Laura Siegemund | Achtelfinale    |
| 13. | Giuliana Olmos Alexandra Panowa     | 2. Runde        |
| 14. | Cristina Bucșa Xu Yifan             | 1. Runde        |
| 15. | Ulrikke Eikeri Ingrid Neel          | 1. Runde        |
| 16. | Ena Shibahara Aldila Sutjiadi       | 2. Runde        |

## Mixed
Setzliste
| Nr. | Paarung                          | Erreichte Runde |
| --- | -------------------------------- | --------------- |
| 01. | Gabriela Dabrowski Joe Salisbury | 1. Runde        |
| 02. | Erin Routliffe Michael Venus     | 1. Runde        |
| 03. | Sara Errani Andrea Vavassori     | Sieg            |
| 04. | Barbora Krejčíková Matthew Ebden | Viertelfinale   |

| Nr. | Paarung                             | Erreichte Runde |
| --- | ----------------------------------- | --------------- |
| 05. | Desirae Krawczyk Neal Skupski       | 1. Runde        |
| 06. | Nicole Melichar-Martinez Ivan Dodig | 1. Runde        |
| 07. | Hsieh Su-wei Jan Zieliński          | Viertelfinale   |
| 08. | Aldila Sutjiadi Rohan Bopanna       | Halbfinale      |

## Junioreneinzel
Setzliste
| Nr. | Spieler             | Erreichte Runde |
| --- | ------------------- | --------------- |
| 01. | Nicolai Budkov Kjær | Finale          |
| 02. | Kaylan Bigun        | Viertelfinale   |
| 03. | Rei Sakamoto        | Halbfinale      |
| 04. | Mees Rottgering     | Achtelfinale    |
| 05. | Luca Preda          | Viertelfinale   |
| 06. | Maxim Mrva          | 1. Runde        |
| 07. | Hayden Jones        | 1. Runde        |
| 08. | Théo Papamalamis    | Achtelfinale    |

| Nr. | Spieler            | Erreichte Runde |
| --- | ------------------ | --------------- |
| 09. | Jagger Leach       | 2. Runde        |
| 10. | Ämir Omarchanow    | 1. Runde        |
| 11. | Kim Jang-jun       | Achtelfinale    |
| 12. | Rafael Jódar       | Sieg            |
| 13. | Cooper Woestendick | 2. Runde        |
| 14. | Max Schönhaus      | 2. Runde        |
| 15. | Miguel Tobón       | 1. Runde        |
| 16. | Marko Maksimović   | 1. Runde        |

## Juniorinneneinzel
Setzliste
| Nr. | Spieler             | Erreichte Runde |
| --- | ------------------- | --------------- |
| 01. | Emerson Jones       | Achtelfinale    |
| 02. | Tyra Caterina Grant | Viertelfinale   |
| 03. | Iva Jovic           | Halbfinale      |
| 04. | Teodora Kostović    | Viertelfinale   |
| 05. | Jeline Vandromme    | Achtelfinale    |
| 06. | Hannah Klugman      | 2. Runde        |
| 07. | Wakana Sonobe       | Finale          |
| 08. | Mingge Xu           | Halbfinale      |

| Nr. | Spieler                | Erreichte Runde |
| --- | ---------------------- | --------------- |
| 09. | Kristina Penickova     | Achtelfinale    |
| 10. | Rositsa Dencheva       | Achtelfinale    |
| 11. | Iva Ivanova            | 2. Runde        |
| 12. | Antonia Vergara Rivera | 1. Runde        |
| 13. | Kaitlyn Rolls          | 2. Runde        |
| 14. | Sonja Zhiyenbayeva     | Achtelfinale    |
| 15. | Vendula Valdmannová    | Achtelfinale    |
| 16. | Akasha Urhobo          | 1. Runde        |

Sieg: Mika Stojsavljevic

## Juniorendoppel
Setzliste
| Nr. | Paarung                          | Erreichte Runde |
| --- | -------------------------------- | --------------- |
| 01. | Maxim Mrva Rei Sakamoto          | Sieg            |
| 02. | Hayden Jones Jagger Leach        | 1. Runde        |
| 03. | Henry Bernet Nicolai Budkov Kjær | Halbfinale      |
| 04. | Thomas Faurel Luca Preda         | Halbfinale      |

| Nr. | Paarung                         | Erreichte Runde |
| --- | ------------------------------- | --------------- |
| 05. | Petr Brunclík Théo Papamalamis  | Achtelfinale    |
| 06. | Kim Jang-jun Marko Maksimović   | 1. Runde        |
| 07. | Alexander Razeghi Max Schönhaus | Achtelfinale    |
| 08. | Max Exsted Cooper Woestendick   | 1. Runde        |

## Juniorinnendoppel
Setzliste
| Nr. | Paarung                          | Erreichte Runde |
| --- | -------------------------------- | --------------- |
| 01. | Iva Ivanova Jeline Vandromme     | Viertelfinale   |
| 02. | Emerson Jones Vittoria Paganetti | 1. Runde        |
| 03. | Alena Kovačková Wakana Sonobe    | 1. Runde        |
| 04. | Rositsa Dencheva Elizara Yaneva  | 1. Runde        |

| Nr. | Paarung                               | Erreichte Runde |
| --- | ------------------------------------- | --------------- |
| 05. | Mika Stojsavljevic Mingge Xu          | Viertelfinale   |
| 06. | Yelyzaveta Kotliar Monika Stankiewicz | Achtelfinale    |
| 07. | Joy de Zeeuw Hannah Klugman           | Halbfinale      |
| 08. | Luna Maria Cinalli Mayu Crossley      | 1. Runde        |

Sieg: Malak El Allami und Emily Sartz-Lunde

## Rollstuhltennis der Junioren und Juniorinnen
Acht Junioren und acht Juniorinnen kämpften um die Titel im Rollstuhltennis. Im Finale der Junioren standen sich Charlie Cooper und Ivar van Rijt gegenüber. Um den Sieg der Juniorinnen kämpften im Finale Vitoria Miranda und Yuma Takamuro. Sieger wurde C. Cooper, Siegerin Y. Takamuro.